# Малоархангельський район
Малоархангельський район (рос. Малоархангельский район) — адміністративно-територіальна одиниця (район) та муніципальне утворення (муніципальний район) у складі Орловської області Російської Федерації.
Адміністративний центр — місто Малоархангельськ.

## Історія
- Район утворено 30 липня 1928 року у складі Орловського округу Центрально-Чорноземної області.
- 13 червня 1934 року після ліквідації Центрально-Чорноземної області район увійшов до складу новоствореної Курської області.
- 13 липня 1944 року Малоархангельський район був переданий з Курської області в Орловську область.

## Населення
| 1959    | 1970    | 1979    | 1989    | 2002    | 2009    | 2010    |
| ------- | ------- | ------- | ------- | ------- | ------- | ------- |
| 23 497  | ↘20 828 | ↘17 287 | ↘15 558 | ↘13 798 | ↘12 301 | ↘11 520 |
| 2012    | 2013    | 2014    | 2015    | 2016    | 2017    | 2018    |
| ↘11 211 | ↘11 000 | ↘10 709 | ↘10 341 | ↘10 152 | ↘10 080 | ↘9948   |